# 생림중학교
생림중학교(生林中學校)는 대한민국 경상남도 김해시 생림면 생철리에 위치한 공립 중학교이다.

## 학교 연혁
- 1948년 9월 5일 : 생림 고등공민학교 인가
- 1952년 8월 28일 : 생림중학교 6학급 인가
- 1993년 3월 1일 : 사립학교에서 공립학교로 전환
- 2023년 2월 8일 : 제71회 졸업(졸업생 9명, 누계 5,773명)
- 2023년 3월 1일 : 제27대 김창균 교장 취임
- 2023년 3월 2일 : 2023학년도 입학식(신입생 9명)

## 참고 자료
- 생림중학교 - 한국교육학술정보원 학교알리미